# Ishëm

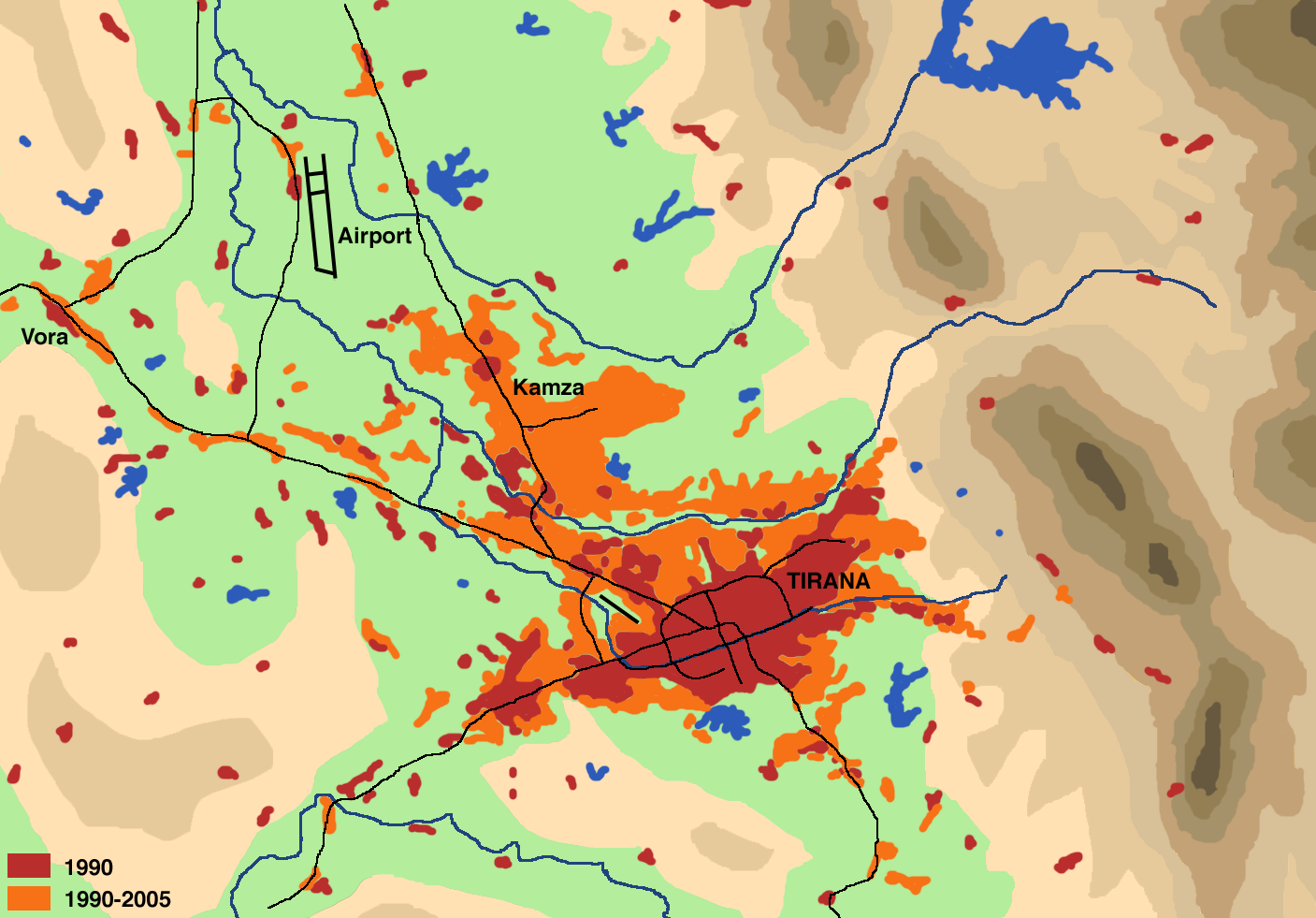
Okolice Tirany. Od północy płyną kolejno Tërkuzë, Tiranë i Lanë

Ishëm (t. Ishmi) – rzeka w północnej Albanii, w zlewisku Morza Adriatyckiego. Długość – 74 km, powierzchnia zlewni – 673 km², średni przepływ – 20,9 m³/s.
Za początek rzeki Ishëm uważa się źródła rzeki Tiranë, spływającej ze wzgórz Dajti na wschód od Tirany. Po przepłynięciu przez stolicę Albanii Tiranë łączy się z rzeką Tërkuzë, tworząc rzekę Gjola, która płynie na północny zachód po nizinie nadmorskiej. Koło wsi Fushë-Kruja Gjola łączy się z rzeką Zezë, tworząc Ishëm, który wkrótce koło wsi Laç uchodzi do Zatoki Rodońskiej Morza Adriatyckiego.
Ishëm i Tiranë są silnie zanieczyszczone ściekami komunalnymi i przemysłowymi z Tirany.
Tiranë i Zezë jeszcze w czasach historycznych były dopływami rzeki Erzen. Zmieniły bieg po obniżeniu się terenu wokół Tirany.